# Giuseppe Valentino (pallanuotista)
Giuseppe Valentino (Napoli, 13 agosto 1990) è un pallanuotista italiano, difensore della Pallanuoto Trieste.

## Carriera
Nato a Napoli e cresciuto a Pozzuoli, cresce nello Sporting Club Flegreo, società puteolana che si occupa di sport acquatici. All'età di 18 anni viene acquistato dal Como in serie A2. In Lombardia disputa due stagioni, per passare poi al Nervi in massima serie, e quindi al Camogli. Le ottime prestazioni in Liguria gli consentono di entrare nel giro della nazionale.
Nel 2012 arriva la consacrazione con la chiamata dell'AN Brescia, con cui ha l'occasione di lottare per lo scudetto e di partecipare alla LEN Champions League. Con la squadra allenata da Alessandro Bovo ottiene due secondi posti in campionato, un secondo posto in Coppa Italia e un quinto posto in Champions League. Nel 2014, dopo due stagioni a Brescia, ritorna a Napoli, accasandosi all'Acquachiara fino al 2016. A Napoli si trova a lottare per la LEN Euro Cup contro i cugini del Circolo Nautico Posillipo dove ottiene il secondo posto.
Dopo l'esperienza Napoletana approda alla Pallanuoto Sport Management, società di Busto Arsizio. Durante le quattro stagioni disputate da ricordare i due traguardi storici della società: la finale di LEN Euro Cup nel 2018 contro il team ungherese del Ferencvaros e l'accesso alla Final Eight di LEN Champions League nel 2019.
Dopo l'annullamento del campionato di Serie A1 (pallanuoto maschile) nel 2020 a causa della pandemia di COVID-19, Valentino decide di lasciare il campionato italiano per iniziare la sua prima avventura professionale all'estero. Si trasferisce quindi in Francia per disputare il campionato di massima serie, allo Strasburgo. Nel 2022 torna in Italia, alla Pallanuoto Trieste, dove rimane fino al 2024.